# Umm Dżurn (As-Safira)
Umm Dżurn – wieś w Syrii, w muhafazie Aleppo. W 2004 roku liczyła 820 mieszkańców.